# Градсково
Градсково је насељено место града Зајечара у Зајечарском округу. Према попису из 2022. године било је 337 становника, 2011. 504, а 2002. било је 666 становника (према попису из 1991. било је 947 становника).

## Географија
Насеље се налази на брду Орловац источно од кањона реке Тимок на 318 мнв. Са западне стране се налазе места Трнавац, Чокоњар и Копривница, са севера Велика Јасикова и Табаковац, са истока Велики и мали Јасеновац, државна граница са Бугарском а на југу су Халово и Вражогрнац. До места се може доћи регионалним путем од Зајечара ка Неготину са скретањем код Чокоњара, а затим локалним путем до Градскова. Или се може доћи од Зајечара према Неготину старим путем преко Великог Извора и Халова. Од Зајечара је удаљено око 16 км а од Неготина око 26 км ваздушне линије. Село је збијеног типа, без махала и заселака.

## Историја
Становништво Градскова је остатак неког старог народа који је вероватно у доба Римљана доживело свој нестанак. Верује се да су живели на брду које је данас обрасло јоргованом и на коме има неистражених остатака зидина. О постојању живота на том простору сведоче остаци рушевина и гробља. Власници имања су приликом обраде земље ископавали велике камене плоче без икаквих натписа, избрисаних зубом времена. Претпоставља се да су испод тих великих камених плоча закопани покојници.
Пронађени су предмети од гвожђа и угљенисано зрневље пшенице на месту званом Четаће где је у Римском добу постојао рудник, што говори да су у околини била насеља.
По предању мештана Градскова, на брду Лилјеч налазило се још једно старо гробље, али његови остаци нису сачувани.
На узвисини од око 300 м изнад кланца реке Тимок налазе се остаци старог римског утврђења. По предању ту су биле римске ковачнице у којима су коњаници поткивали своје коње, путујући у то време ка Прахову и Видину. У попису Видинског санџака из XVI века помиње се село Грацко, што је вероватно данашње Градсково.
Обзиром да су ови предели још од римског доба били у  близини важног пута према Видину, оно се често сељакало како би се склањало од зулума војски које су туда пролазиле.
Према различитим историјским изворима кроз векове, на овом простору се помињу и места Градец, Орловац, Поповац, Лилјаковце за које се тврди да могу означавати насељена места где је у неком тренутку било Градсково.
Нејским мировним уговором из 1919. године један број општина које су раније припадале Бугарској припојене су Краљевини Србији и тада је Градсково припојено општини Зајечар. Разграничењем између Србије и Бугарске 1922. године око 80 кућа је припало Бугарској и тада се један број житеља Градскова иселило на своја имања у Бугарску и формирали сеоце под именом Градсковски колиби (Градсковске колибе).

## Демографија
У попису насеља зависних сељака - раје на санџак-беговом хасу и на спахијским тимарима према попису из 1455. године помиње се да у месту Грацко постоји једна кућа а према попису из 1560. године у месту Лилјаковце (које може бити да је део данашњег Градскова) су биле 3 куће.
У селу је 1931. године било 272 куће, а 1935. године 261. кућа.
Према упоредним подацима о броју становника на пописима у Градскову је било 1948. године 1332 становника, 2011. било је 504. становника, а према попису из 2002. било је 666 становника (према попису из 1991. било је 947 становника).
Према попису из 2022. било је 337 становника у 178 настањених стамбених јединица.
Ово насеље је углавном насељено Србима (према попису из 2002. године).
|  |

| Демографија | Демографија | Демографија |
| Година      | Становника  | Становника  |
| ----------- | ----------- | ----------- |
| 1948.       | 1.332       |             |
| 1953.       | 1.298       |             |
| 1961.       | 1.288       |             |
| 1971.       | 1.247       |             |
| 1981.       | 1.130       |             |
| 1991.       | 947         | 842         |
| 2002.       | 666         | 800         |

| Етнички састав према попису из 2002.‍ | Етнички састав према попису из 2002.‍ | Етнички састав према попису из 2002.‍ | Етнички састав према попису из 2002.‍ | Етнички састав према попису из 2002.‍ |
| ------------------------------------ | ------------------------------------ | ------------------------------------ | ------------------------------------ | ------------------------------------ |
|                                      |                                      |                                      |                                      |                                      |
| Срби                                 | Срби                                 |                                      | 454                                  | 68,16%                               |
| Власи                                | Власи                                |                                      | 179                                  | 26,87%                               |
| Румуни                               | Румуни                               |                                      | 6                                    | 0,90%                                |
| Југословени                          | Југословени                          |                                      | 1                                    | 0,15%                                |
| непознато                            | непознато                            |                                      | 5                                    | 0,75%                                |

| Година пописа     | 1948. | 1953. | 1961. | 1971. | 1981. | 1991. | 2002. |
| ----------------- | ----- | ----- | ----- | ----- | ----- | ----- | ----- |
| Број домаћинстава | 277   | 280   | 269   | 263   | 253   | 228   | 216   |

| Број чланова      | 1  | 2  | 3  | 4  | 5  | 6  | 7  | 8 | 9 | 10 и више | Просек |
| ----------------- | -- | -- | -- | -- | -- | -- | -- | - | - | --------- | ------ |
| Број домаћинстава | 55 | 54 | 30 | 23 | 23 | 16 | 10 | 5 | 0 | 0         | 3,08   |

| Пол    | Укупно | Неожењен/Неудата | Ожењен/Удата | Удовац/Удовица | Разведен/Разведена | Непознато |
| ------ | ------ | ---------------- | ------------ | -------------- | ------------------ | --------- |
| Мушки  | 290    | 52               | 195          | 32             | 11                 | 0         |
| Женски | 318    | 16               | 201          | 84             | 16                 | 1         |
| УКУПНО | 608    | 68               | 396          | 116            | 27                 | 1         |

| Пол    | Укупно                    | Пољопривреда, лов и шумарство | Рибарство                            | Вађење руде и камена | Прерађивачка индустрија       |
| ------ | ------------------------- | ----------------------------- | ------------------------------------ | -------------------- | ----------------------------- |
| Мушки  | 138                       | 54                            | 0                                    | 0                    | 9                             |
| Женски | 137                       | 129                           | 0                                    | 0                    | 1                             |
| УКУПНО | 275                       | 183                           | 0                                    | 0                    | 10                            |
| Пол    | Производња и снабдевање   | Грађевинарство                | Трговина                             | Хотели и ресторани   | Саобраћај, складиштење и везе |
| Мушки  | 6                         | 28                            | 3                                    | 4                    | 15                            |
| Женски | 0                         | 0                             | 0                                    | 0                    | 1                             |
| УКУПНО | 6                         | 28                            | 3                                    | 4                    | 16                            |
| Пол    | Финансијско посредовање   | Некретнине                    | Државна управа и одбрана             | Образовање           | Здравствени и социјални рад   |
| Мушки  | 0                         | 0                             | 6                                    | 1                    | 4                             |
| Женски | 0                         | 0                             | 0                                    | 3                    | 2                             |
| УКУПНО | 0                         | 0                             | 6                                    | 4                    | 6                             |
| Пол    | Остале услужне активности | Приватна домаћинства          | Екстериторијалне организације и тела | Непознато            | Непознато                     |
| Мушки  | 4                         | 0                             | 0                                    | 4                    | 4                             |
| Женски | 0                         | 0                             | 0                                    | 1                    | 1                             |
| УКУПНО | 4                         | 0                             | 0                                    | 5                    | 5                             |

## Знаменитости
Храм Св великомученика Ђорђа у Градскову је подигнут 1907. године, заузимањем свештеника Станоја Најдановића и уз помоћ самих мештана. Звонара од камена је подигнута 1926. године, а освећена 1928. године. Прво гробље је било испод села у месту званом Лилијеч, а касније је измештено на садашњу локацију.

## Култура, обичаји, манифестације
У Градскову се традиционално одржава међуокружна смотра Дечјег народног стваралаштва „ДЕНС“ на којој учествују дечје фолклорне групе из културно-уметничких друштава са подручја градова Зајечар и Бор и општина Књажевац и Бољевац, са више стотина најмлађих чувара традиције.
Циљ смотре је  подстицање изворног народног стваралаштва код најмлађих као и презентација, промоција и заштита нематеријалног културног наслеђа Тимочке крајине. Смотра се традиционално одржава на Лазареву суботу, односно Врбицу. Смотри дечјег народног стваралаштва у сали Дома културе, претходи дефиле учесника, главном сеоском улицом, као и велико коло у центру села.

## Галерија
- Градсково
- Градсково издалека
- Градсково изблиза
- Градсково меандри Тимока
- Градсково меандри са видиковца
- Градсково насеље
- Градсково меандри Тимока јужно од насеља